# Dover (Illinois)
Dover – wieś w USA, w stanie Illinois, w hrabstwie Bureau. Według spisu z 2000 wioskę zamieszkują 172 osoby. W 2023 liczba mieszkańców spadła do 135 osób, a gęstość zaludnienia poniżej 193 osób/km².

## Geografia
Wioska zajmuje powierzchnię 0,7 km², z czego całość stanowi ląd.

## Demografia
Według spisu z 2000 roku wioskę zamieszkują 172 osoby skupione w 62 gospodarstwach domowych, tworzących 53 rodzin. Gęstość zaludnienia wynosi 246 osoby/km². W wiosce znajdują się 68 budynków mieszkalnych, a ich gęstość występowania wynosi 97,2 mieszkania/km². Wioskę zamieszkuje 99,42% ludności białej, 0,58% ludności wywodzącej się z dwóch lub więcej ras. Hiszpanie lub Latynosi stanowią 0,58% populacji.
W wiosce jest 65 gospodarstw domowych, w których 37,1% stanowią dzieci poniżej 18 roku życia żyjących z rodzicami, 69,4% stanowią małżeństwa, 9,7% stanowią kobiety nie posiadające męża oraz 14,5% stanowią osoby samotne. 11,3% wszystkich gospodarstw domowych składa się z jednej osoby oraz 6,5% żyjących samotnie ma powyżej 65 roku życia. Średnia wielkość gospodarstwa domowego wynosi 2,77 osoby, natomiast rodziny 3 osoby. 
Przedział wiekowy kształtuje się następująco: 29,1% stanowią osoby poniżej 18 roku życia, 5,2% stanowią osoby pomiędzy 18 a 24 rokiem życia, 27,3% stanowią osoby pomiędzy 25 a 44 rokiem życia, 24,4% stanowią osoby pomiędzy 45 a 64 rokiem życia oraz 14% stanowią osoby powyżej 65 roku życia. Średni wiek wynosi 40 lat. Na każde 100 kobiet przypada 112,3 mężczyzn. Na każde 100 kobiet powyżej 18 roku życia przypada 96,8 mężczyzn.
Średni dochód dla gospodarstwa domowego wynosi 41 875 dolarów, a dla rodziny wynosi 42 500 dolarów. Dochody mężczyzn wynoszą średnio 31 250 dolarów, a kobiet 20 500 dolarów. Średni dochód na osobę w mieście wynosi 14 070 dolarów. Około 8,3% rodzin i 5,7% populacji miasta żyje poniżej minimum socjalnego, z czego 0% jest poniżej 18 roku życia i 29,4% powyżej 65 roku życia.